# Calle Floriańska (Cracovia)
La calle Floriańska o calle de San Florián (en polaco: ulica Floriańska, en latín: platea Sancti Floriani) es una de las principales calles del casco antiguo de Cracovia y uno de los paseos más famosos de la ciudad. La calle forma parte del plano cuadriculado regular de Stare Miasto (la Ciudad Vieja), la ciudad de los mercaderes que se extiende por el corazón medieval de la ciudad, trazado en 1257 tras la destrucción de la ciudad durante la primera invasión mongola de Polonia en 1241.

## Ubicación
Floriańska aparece en el plano tras la ampliación de la ciudad en 1257. Marca el comienzo del Camino Real de Cracovia y se extiende desde el extremo noroeste de la plaza principal, Rynek Główny, hasta la emblemática Puerta de San Florián, una distancia de 335 metros. Actualmente hay 51 edificios numerados en la calle (hasta el nº 44 par y el nº 57 impar). Lleva el nombre del santo católico y patrón de Polonia, Florián de Lorch.
En 1882 se inauguró la primera línea de tranvía de caballos. En 1901 se transformó en línea eléctrica (hoy desaparecida).
En la calle hay una serie de monumentos y puntos de referencia notables, principalmente edificios de estilo kamienica. Entre ellos se encuentran los edificios de la primera mitad nº 1, Kamienica pod Murzynami, nº 2, Kamienica Mennica, nº 13, Kamienica "Amendzińska" (también conocido como Palacio Kmita), nº 14, el Hotel Pod Rózą, y más tarde, el Museo de Farmacia de la Facultad de Medicina de la Universidad Jagellónica en el nº 25, la casa de Jan Matejko en el nº 41, y el café Jama Michalika en el nº 45. El extremo noroeste de la calle pasa por la Puerta de San Florián.
Hoy en día, la calle es una importante atracción turística, y la mayoría de los edificios cuentan con tiendas, restaurantes, cafeterías y establecimientos similares. En 2007, la revista polaca Wprost clasificó la calle Floriańska como la tercera calle más prestigiosa de Polonia, y la más prestigiosa de Cracovia, tras la Nowy Świat (calle del "Nuevo Mundo") y Krakowskie Przedmieście (calle del "Suburbio de Cracovia"), ambas calles en Varsovia. En 2011 y 2013, los alquileres de la calle Floriańska fueron los segundos más altos de Polonia, solo superados por los de la calle Nowy Świat.

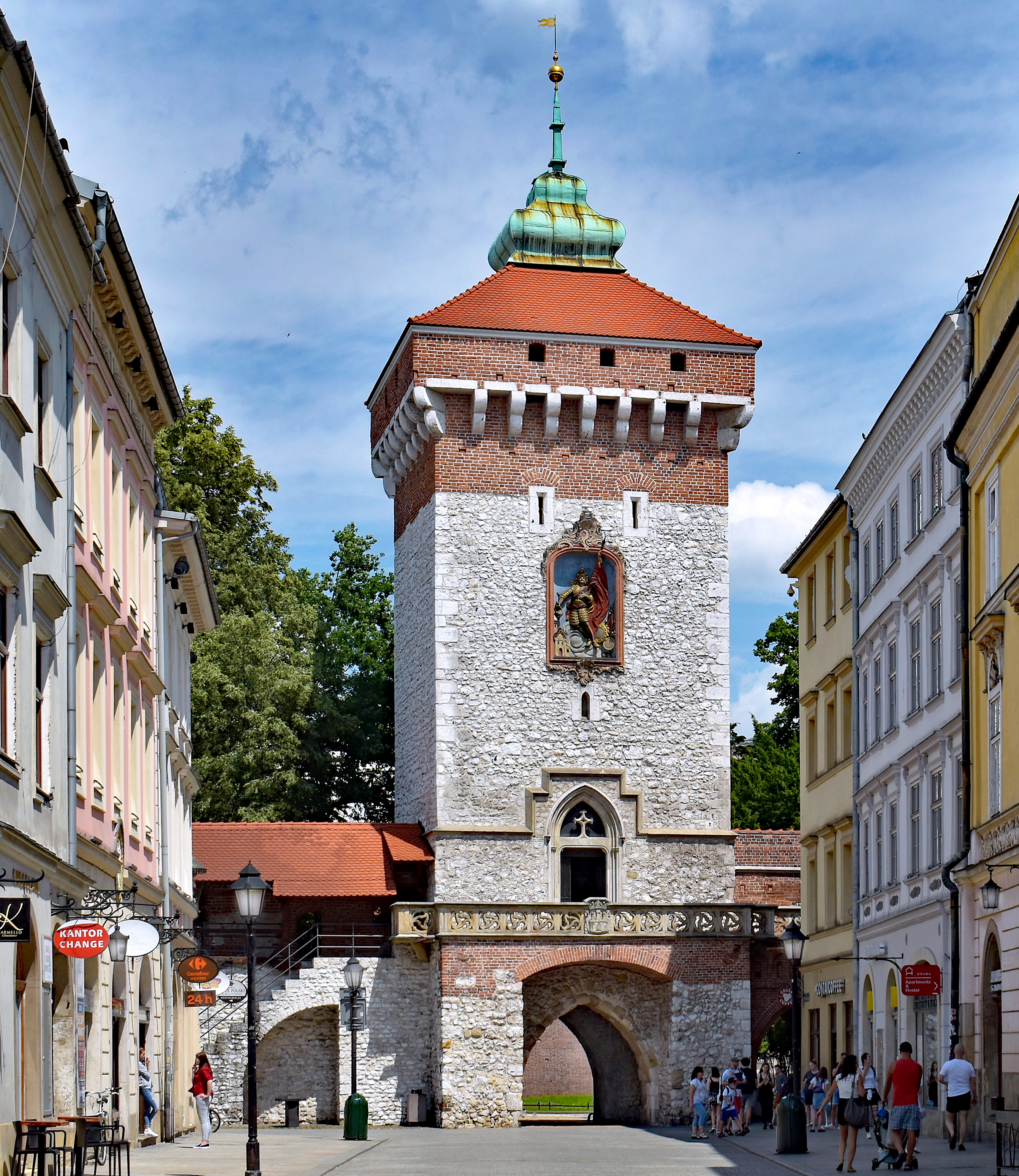
Puerta de San Florián en el extremo norte de la calle
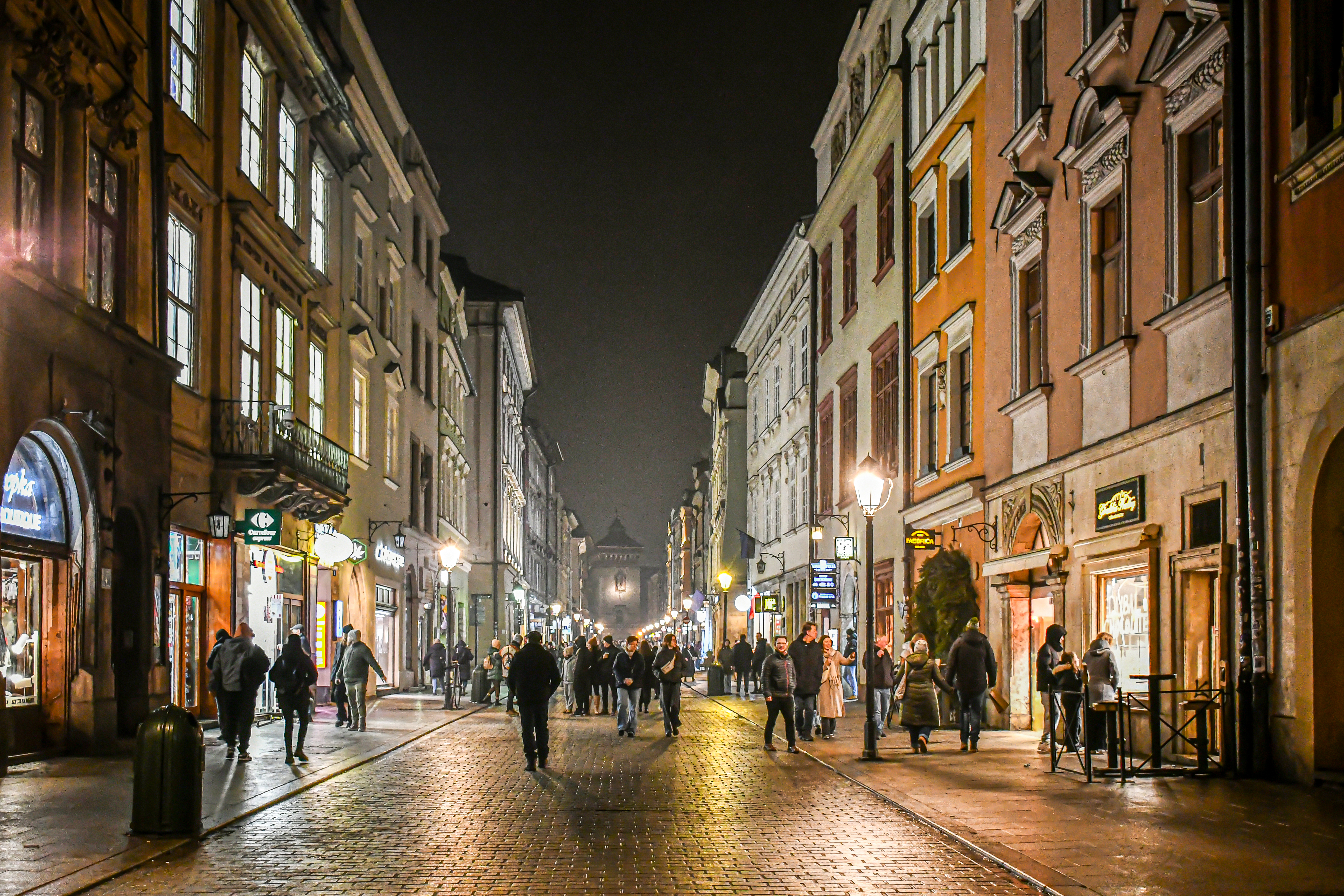
Vista desde el sur por la noche (2025)

## Otras lecturas
Jadwiga Kalinowska (1976). Ulica Floriańska: jej historia, zabytki, konserwacja. KKPM.